# Меро, Никола Жан Лефруа де
Никола Жан Лефруа де Меро (фр. Nicolas-Jean Le Froid de Méreaux; 1745, Париж — 1797, Париж) — французский композитор и органист. Отец Жозефа Никола Лефруа де Меро, дед Амеде Меро.
Учился у французских и итальянских специалистов. С 1767 г. играл на органе в храмах Парижа: сперва в Соборе Святого Спасителя (позднее разобранном для реконструкции, но из-за Французской революции так и не восстановленном), затем в капелле августинцев при Высшей школе изящных искусств. В том же 1767 году дебютировал как церковный композитор кантатой «Алина, королева Голконды», а как оперный — оперой «Разбогатевшая мельничиха» (фр. La meunière enrichie). Успех у слушателей имела оратория Лефруа де Меро «Эсфирь», впервые исполненная в 1775 году в серии Concert Spirituel. Ряд опер Лефруа де Меро был поставлен в Парижской опере, Опера-комик и Театре итальянской комедии.